# Tachkoumyr
Tach-Koumyr (Ташкөмүр), désormais écrite Tachkoumyr ou Tashkomur, est l'une des cinq plus grandes villes de la province de Djalalabad dans le sud du Kirghizistan. Elle est située le long de la rive ouest du fleuve Naryn. À la lisière du Tien Shan, Tashkomur est la porte d'entrée orientale de la vallée de Ferghana. Sa population, en baisse, était de 19 300 habitants en 2009, mais de jure, elle compte 34 756 habitants selon le recensement de 2009.

## Historique
Officiellement fondée le 17 décembre 1943, Tach-Koumyr, signifiant « pierre de charbon », est devenue une ville industrielle importante de l'Asie centrale soviétique. C'était surtout une ville minière, mais elle avait aussi une usine de cigarettes et d'autres industries qui complétaient la production des mines de charbon. Une ligne de chemin de fer a été construite transportant le charbon de Tach-Koumyr aux quatre coins de l'Union soviétique. À son apogée, la ville avait une population d'environ 35 000 habitants.
Les barrages construits sur le fleuve Naryn, transformèrent ce qui était jadis un ruisseau en un grand fleuve. Les résidents attestent également d'un changement de climat, qu'ils attribuent aux barrages. En outre, le barrage de Tachkoumyr et le barrage de Shamaldysay ont soulevé considérablement le niveau de l'eau, ce qui menaça certaines colonies d'être submergée par l'eau. Malgré la présence des barrages et des usines hydroélectriques, Tachkoumyr n'est toujours pas fournie en électricité à 100 %.

## La Terre et Le Peuple
Tachkoumyr est située dans ce qui pourrait être décrit comme un canyon.
Des fossiles de dinosaures et d'œufs de dinosaures ont été découverts dans la zone, et les paléontologues ont spéculé que la zone a été habitée par les dinosaures pour pondre leurs œufs. Les montagnes qui entourent la ville sont riches en minérais, et en ressources fossiles principalement en charbon, ce qui a donné sa renommée à Tachkoumyr.
La ville s'étend sur environ 5 km du nord au sud, mais elle fait moins d'un kilomètre de largeur. Il n'y a pas de terres arables autour de Tachkoumyr, bien qu'elle soit située à quelques kilomètres de la vallée du Fergana, où la monoculture de coton est omniprésente, à côté de celle des melons et autres cultures.
Tashkomur est divisée en cinq quartiers: Severny (quartier Nord), Bayetova, le quartier Centre, Dostouk, et le Mikroraïon. Chaque quartier possède sa propre école, à l'exception du centre, où il y a trois écoles.
La ville de Tachkoumyr administre également quatre villages: Shamaldysay, Kyzyl-Alma, Bazyl-Ata et Mailissay. Shamaldysay, le plus grand de ces quatre villages, dispose de trois écoles (école n° 2, école n° 8 et école n° 10), tandis que les trois autres villages ont chacun une seule école (n° 11, n° 6 et n° 9 respectivement).

### Population
Au moment de sa fondation, la population était surtout russe et ethniquement non kirghize. Après que le charbon a été découvert, les familles kirghizes ont commencé à s'installer en ville. Jusqu'à l'indépendance du Kirghizistan, en 1991, les Kirghizes forment une petite majorité. Toutefois, après l'éclatement de l'Union soviétique, beaucoup de Russes et de russophones d'autres nationalités ont commencé à quitter la ville. Ce fut notamment le cas jusqu'en 1995, date à laquelle de grands problèmes économiques touchèrent la ville, qui perdurent jusqu'à ce jour (2008). Maintenant, la population kirghize représente plus de 87 % de la population. Bien qu'il n'y ait que seulement 20 kilomètres environ jusqu'à la frontière ouzbèke, Tachkoumyr n'abrite que très peu d'Ouzbeks (moins de cinquante familles). La population totale de Tachkoumyr est estimée de 20 à 25 000 âmes, toutefois à cause de la persistance de l'émigration de ses habitants, il est difficile de savoir exactement.
Le recensement de 2009 donnant une population d'enregistrés en ville à 34 756 habitants fait état de la répartition suivante selon l'origine ethno-linguistique :
- Kirghizes : 87,8 %
- Ouzbeks : 7,6 %
- Russes : 1,9 %
- Tatars : 1,6 %

En comparaison en 1999, la répartition ethnolinguistique était la suivante:
- Kirghizes : 65%
- Russes : 12 %
- Ouzbeks : 8 %
- Tatars : 7 %
- Kazakhs : 1 %
- Ukrainiens : 1 %
- Tadjiks : 0,5 %
- Autres : 5 %

## L'économie locale
Depuis que la mine a été fermée et que les usines se ferment les unes après les autres, la ville a dû lutter pour survivre. La réponse, pour beaucoup, a été d'émigrer en Russie, au Kazakhstan, ou simplement vers la capitale, Bichkek. La plupart des familles ont au moins un membre travaillant à l'étranger. Les hommes travaillent généralement dans le bâtiment, alors que les femmes trouvent des emplois comme vendeuses aux bazars ou dans les magasins. Ces travailleurs migrants sont généralement saisonniers : ils partent au début du printemps et sont de retour à l'automne, car le froid dans le nord rend plus difficiles les conditions de travail. Les envois de fonds ont permis aux résidents de la ville de conserver un niveau de vie décent. Ces dernières années, nombreux sont ceux qui ont pu grâce à ces envois rénover leur maison, acheter des lecteurs de DVD et des antennes paraboliques, ou bien ouvrir des magasins, et essayer de démarrer une entreprise.

Alors que pendant l'ère soviétique, tous les immeubles d'habitation avaient l'eau courante, ce n'est plus le cas. La distribution de l'eau, en particulier pour les maisons à la lisière de la ville, n'est plus fiable. Il n'y a pas d'eau chaude. En 2006, les téléphones cellulaires ont finalement atteint Tachkoumyr, qui était l'une des dernières villes non desservies dans le pays. Il n'y a toujours pas accès à l'Internet public en 2008.

## Source
- (en) Cet article est partiellement ou en totalité issu de l’article de Wikipédia en anglais intitulé « Tashkömür » (voir la liste des auteurs).